# Leo Knegt
Leo Knegt (Delfshaven, 26 december 1882 - Rhenen, 25 juli 1957) was een Nederlands astroloog. 
Hij voerde verschillende wijzigingen door in de manier waarop een horoscoop wordt berekend. Volgens Knegt moesten de planeten anders op de ecliptica worden geprojecteerd (door hem de Ware Plaats genoemd). Daarnaast introduceerde hij een nieuwe systeem voor het berekenen van astrologische huizen, het Ascendant-Parallel-Cirkel-Systeem.
In 1947 richtte Knegt met Theo J.J. Ram de Werkgemeenschap van Astrologen op die meestal wordt aangeduid als School van Ram. Dit was een opvolger van het in 1907 door A.E. Thierens opgerichte Nederlands Genootschap tot bestudering van de Astronomie en Moderne Astrologie.  Binnen de School van Ram wordt anno 2008 nog gewerkt met de door Knegt ingevoerde vernieuwingen. 
Leo Knegt was ook de eerste astroloog die in 1935 de uurhoekastrologie in het Nederlandse taalgebied introduceerde met zijn leerboek "Uurhoek- en Vragen-Astrologie", gebaseerd op Christian Astrology van de 17e-eeuwse Engelse uurhoekastroloog William Lilly.

## Gedeeltelijke bibliografie (alleen boeken)
- 1928, Astrologie. Wetenschappelijke techniek.
- 1931, Astrologie II. De kunst van voorspellen.
- 1935, Uurhoek- en Vragen-astrologie (in 1977 heruitgave door Schors).
- 1939, Het mysterie van ons lot en leven. Een wetenschappelijk-astrologische bijdrage tot de verklaring van alle levenservaringen.